# Darleane C. Hoffman
Darleane Christian Hoffman (nacida el 8 de noviembre de 1926) es una química nuclear estadounidense, una de los investigadores que confirmaron la existencia de Seaborgio, elemento 106.  Es una científica superior de la facultad en la División de Ciencias Nucleares del Laboratorio Nacional Lawrence Berkeley y profesora en la escuela de posgrado en UC Berkeley.  En reconocimiento de sus muchos logros, la revista Discover la reconoció en 2002 como una de las 50 mujeres más importantes en la ciencia.

## Biografía
Nació como Darleane Christian el 8 de noviembre de 1926 en su casa en la pequeña ciudad de Terril, Iowa, hija de Carl B. y Elverna Clute Christian.  Su padre era profesor de matemáticas y superintendente de escuelas y su madre escribió y dirigió obras de teatro. 
Cuando era una estudiante de primer año en la universidad de Iowa State College (ahora Universidad de Iowa State), tomó un curso de química obligatorio impartido por Nellie de mayo de Naylor, y decidió seguir estudiando en ese campo.  Recibió su licenciatura (1948) y su doctorado (1951) en química (nuclear) de la Universidad Estatal de Iowa.

## Carrera

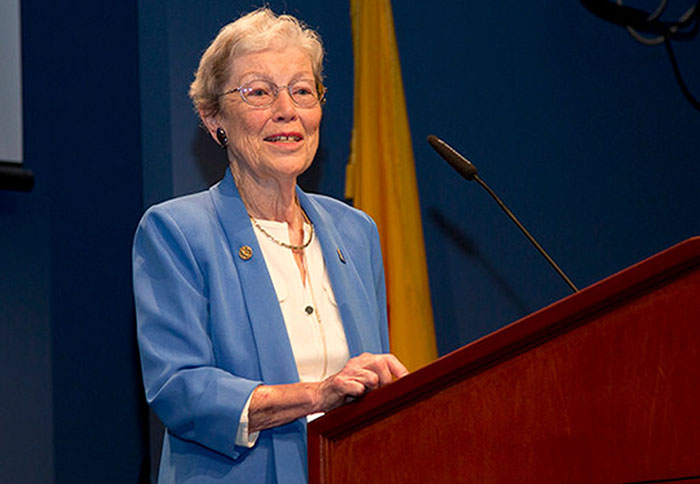
Darleane C. Hoffman

Darleane C. Hoffman fue química en el Laboratorio Nacional de Oak Ridge durante un año y luego se unió a su esposo en el Laboratorio Científico de Los Álamos, donde comenzó como miembro del personal en 1953.  Se convirtió en líder de la división de química y química nuclear (división de isótopos y química nuclear) en 1979. Dejó Los Álamos en 1984 para aceptar como profesora titular en el Departamento de Química de la Universidad de Berkeley y Líder del Grupo de Elemento Pesado Nuclear y de Radioquímica en LBNL. Además, ayudó a fundar el Instituto Seaborg para la Ciencia Transactinium en LLNL en 1991 y se convirtió en su primera Directora, sirviendo hasta 1996 cuando se "retiró" para convertirse en Asesora Principal y Directora de Charter.

## Vida personal
Justo después de terminar su trabajo de doctorado, se casó con Marvin M. Hoffman, un físico.  Los Hoffman tuvieron dos hijos, Maureane y Daryl, ambos nacidos en Los Álamos.

## Premios
- 2000 - Medalla Priestley, (sólo la segunda mujer en ganar el Priestley, después de Mary L. Good en 1997)
- 1997 - Medalla Nacional de la Ciencia
- 1990 - Medalla Garvan-Olin
- 1983: Premio ACS por Química Nuclear, y fue la primera mujer en ganar el premio.
- 1978 - Beca Guggenheim

Es miembro de la Academia Noruega de Ciencias y Letras.